# جی‌ئی هیتاچی
جی‌ئی هیتاچی (انگلیسی: GE Hitachi) شرکت انرژی هسته‌ای آمریکایی است، که در سال ۲۰۰۷ تأسیس شد.